# Третя світова війна

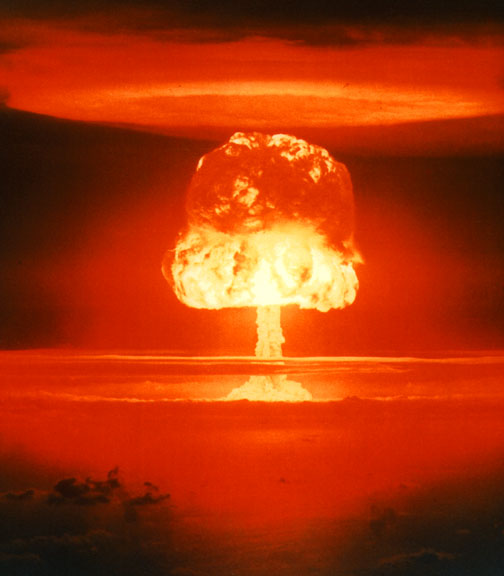
Ядерну зброю вважають зброєю, що відіграє ключову роль у Третій світовій

Тре́тя світова́ війна́ (ТСВ) (англ. World War III — WWIII або WW3) — гіпотетичний військовий глобальний конфлікт, імовірність початку якого згідно з висновками теоретиків відносять на початок-середину найближчих ста років у III тисячолітті. У XX столітті найбільш імовірними ініціаторами Третьої світової могли стати США і СРСР. З кінця XX століття Третьою світовою війною інколи називають боротьбу з міжнародним тероризмом і потенційний військовий конфлікт, який може виникнути при застосуванні ядерної або іншої ЗМУ країнами, що, ймовірно, приховують свій ракетно-ядерний потенціал — (Ізраїль, Іран). ТСВ займає важливу роль у становленні течії фантастики — апокаліптики та постапокаліптики, що відображається в літературі, кінематографі та інших жанрах мистецтва.

### Термінологія
Світова війна — термін, який часто вживають для позначення двох конфліктів, — безпрецедентних за масштабом подій і кількістю жертв, — які відбулися протягом XX століття: Перша світова війна — 28 липня 1914 — 11 листопада 1918 і Друга світова війна — 1 вересня 1939 — 2 вересня 1945. У ці війни були втягнуті більшість держав світу і, серед них, всі «великі держави», і бойові дії охоплювали кілька континентів.
Деякі історики до світових воєн відносять також окремі масштабні конфлікти XVII–XIX століть: Тридцятирічну війну, Війну за іспанську спадщину, Семирічну війну, — «перша світова», наприклад, за Черчиллем, — потім Наполеонівські війни. Це все європейські за походженням конфлікти, що супроводжувалися бойовими діями поза Європою, в азійських і/або американських колоніях відповідних держав.
Теоретики та вчені ще не дійшли єдиної думки, які ж саме війни вважати світовими. Проте більшість з них погоджується, що воєнні конфлікти можна характеризувати за масштабом, кількістю людських жертв (див. Список війн, найбільших за людськими жертвами) та економічними збитками. Тобто Третя світова війна може бути як грандіозною за масштабами й охоплювати всі або більшість континентів безпосередньо воєнними діями, так і обмеженою, тобто без перебування прямого супротивника на території суперника. Під час ТСВ можуть застосовуватися різні види зброї: ядерна, біологічна, хімічна, інформаційна тощо.

## Історія

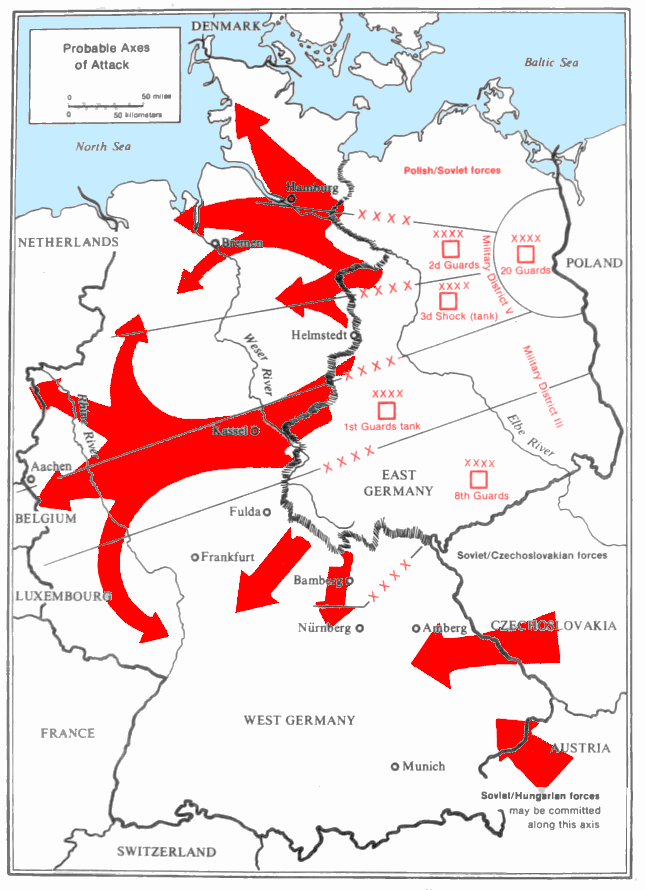
Можливий план нападу військ Варшавського договору на ФРН під час «холодної війни»

## Обґрунтування необхідності Третьої світової війни
3 липня 1940 року, у Москві, кандидат в члени ЦК ВКП(б), замісник наркома закордонних справ СРСР Володимир Деканозов заявив міністрові закордонних справ Литви, що одночасно виконував обов'язки прем'єр-міністра, Вінцасу Креве-Міцкявічюсу:

| Ми турбуємося не про «єдіную і нєдєлімую», а про все людство, про пролетаріат всієї земної кулі. Ми повинні зібрати всіх під один червоний прапор. І ми це зробимо. Після Другої світової війни вся Європа впаде до нас в руки як стиглий плід. А після неминучої Третьої світової війни ми переможемо в усьому світі.[1] |

## Конфлікти, що могли стати початком Третьої світової війни
Історія нараховує багато прикладів, коли невеликі воєнні конфлікти могли стати початком Третьої світової війни.
Під час Суецької кризи 1956 року Міністр Ради СРСР Микола Булганін направив ноту прем'єр-міністру Великої Британії Ентоні Ідену з попередженням: «Якщо ця війна не зупиниться, вона буде нести небезпеку перетворитися на Третю світову війну».
Кубинську ракетну кризу 1962 року вважають точкою, в якій ризик Третьої світової війни був найбільшим, а Роберт Макнамара заявив, що якби не Василь Архипов, який завадив ядерному запуску на радянському підводному човні в розпал кризи, тоді би розпочалася Третя світова війна.
26 вересня 1983 року радянські станції раннього попередження під командуванням Станіслава Петрова помилково виявили п'ять міжконтинентальних балістичних ракет. Петров правильно оцінив ситуацію як помилкову тривогу, і не повідомив про свою знахідку своєму начальству. Дії Петрова, найімовірніше, допомогли уникнути ядерного конфлікту, оскільки радянська політика в той час була негативна і викликала б ядерну реакцію після виявлення балістичних ракет. Згідно з доповіддю Джеффрі Форда, опублікованою Інститутом Катона, найімовірніше, винуватцем помилкової тривоги був супутник «Космос-1382», що належав до системи раннього попередження «Око».

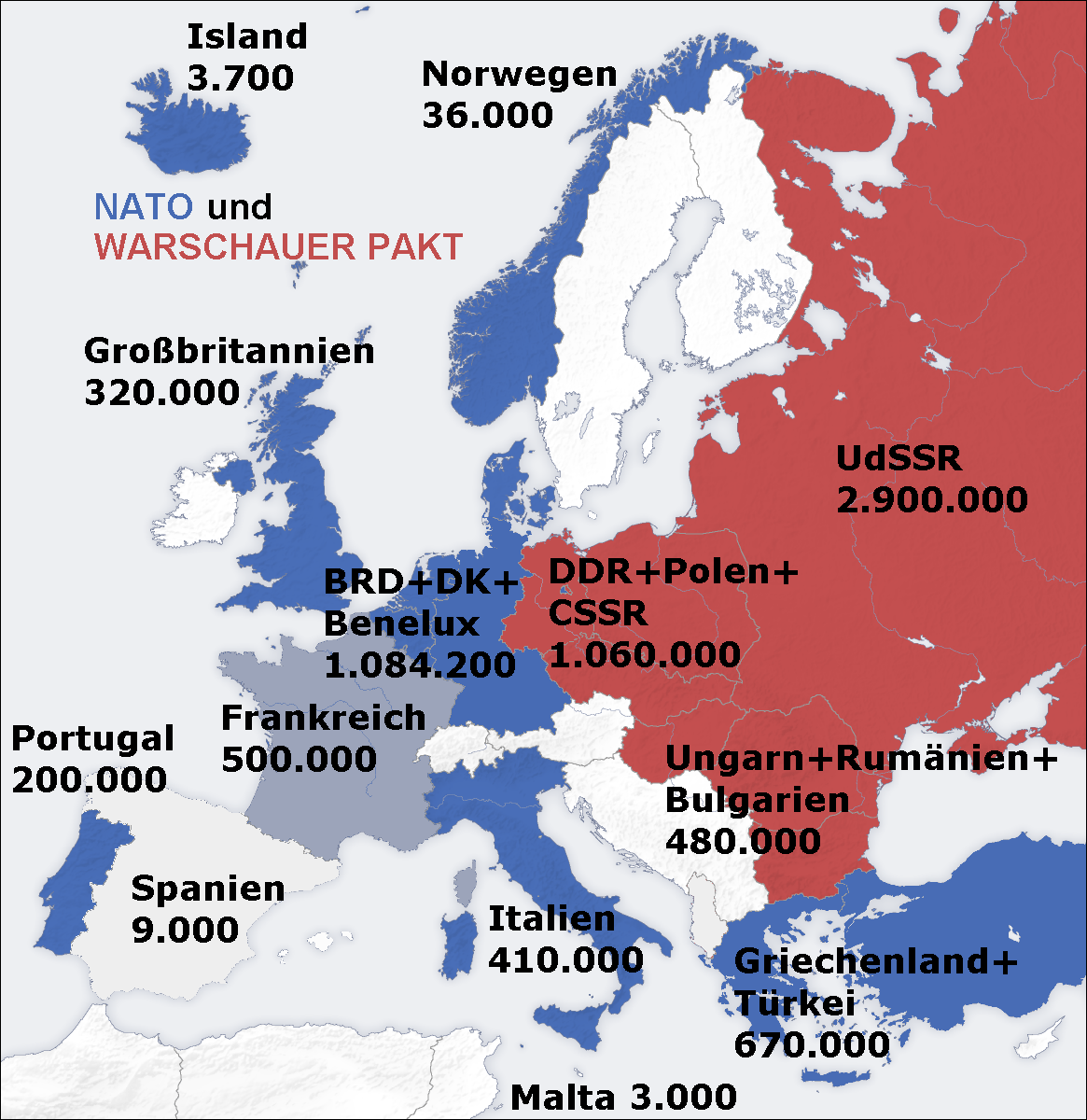
Чисельність головних європейських армій станом на 1973 рік

Упродовж десятиденних командно-штабних навчань НАТО Able Archer 83, починаючи від 2 листопада 1983 року, СРСР готував свої ядерні сили і ВПС у Східній Німеччині та Польщі в стан бойової готовності. Деякі історики вважають, що ці навчання поставили людство на початок Третьої світової війни.
На 12—26 червня 1999 року в РФ і НАТО було протистояння біля аеропорту Приштини щодо Косова. У відповідь командувач НАТО Уеслі Кларк зажадав, щоб британський генерал сер Майк Джексон прибув в аеропорт з десантниками. Джексон, як повідомляється, відповів: «Я не збираюся починати Третю світову війну для вас».
На початку XXI століття основні точки напруженості розташовані на кордонах між Пакистаном та Індією, а також Ізраїлем і Палестиною (на боці останньої перебуває Іран). Ці обидва конфлікти частково мають релігійні причини.
Індо-пакистанський конфлікт на початку XXI століття загострився тим, що обидві держави розробили (або отримали від своїх покровителів) ядерну зброю і активно нарощують свою військову міць. Нині військові постачання до Пакистану здійснюють США, а постачання зброї до Індії здійснює Росія, але при цьому Пакистан проявляє підвищений інтерес до можливого військово-технічного співробітництва з Росією, а США роблять спроби витіснити Росію з індійського ринку озброєнь. На індо-пакистанський конфлікт може вплинути сучасна війна НАТО в Афганістані — оскільки за 10 років війни США поставили в Афганістан величезну кількість сухопутного озброєння, повернення якого назад у США є економічно не вигідною операцією. Тому після закінчення війни частину зброї буде продано за залишковою вартістю самому Афганістану для Збройних сил Афганістану (як це зроблено після закінчення Іракської війни), а значна частина найімовірніше буде продана за залишковою вартістю (практично задарма) союзнику США — Пакистану. Внаслідок чого буде створено сприятливі умови для ескалації конфлікту між Пакистаном та Індією. У разі нової серйозної війни між Пакистаном і Індією в дії можуть прямо або опосередковано втрутитися їх покровителі США і Росія — тоді ця війна може розростися до масштабів світової війни.
Схожа ситуація складається і навколо арабо-ізраїльського конфлікту — США є союзником Ізраїлю, а арабські держави традиційно закуповують зброю в Росії (за винятком Єгипту, який активно співпрацює з США у військово-технічній сфері). І у випадку розвитку арабо-ізраїльського конфлікту до рівня війни, може виникнути пряме або непряме протистояння між ядерними державами — США і Росією.

## Можливі сценарії Третьої світової війни

### Загальна характеристика Третьої світової війни
Головними причинами війн були переділ політичної та економічної сфер впливу, усунення військового суперництва тощо. Протягом всієї історії свого існування людство пережило більш як 15 000 війн, в яких загинуло близько 3 500 000 000 осіб (XVIII століття — 5 500 000, XIX століття — 16 000 000, XX — 100 000 000 чоловік; за 10 років у новому тисячолітті вже загинуло понад 1 000 000 чоловік).
Станом на 2010 рік війни тривають у різних куточках земної кулі — Громадянська війна в Сомалі (вже понад 19 000 жертв), Друга інтифада (понад 6600), війна в Афганістані (понад 100 000), Белуджийський конфлікт (понад 1000), Дарфурський конфлікт (понад 300 000), Іракська війна (понад 100 000), Вазиристанська війна (понад 15 000), Війна в Південному Таїланді (понад 4000) тощо.
Військова обстановка в сучасному світі змушує серйозно турбуватися через поступове політичне, економічне і духовно-моральне напруження, про яке свідчить розширення «гарячих точок» планети і повільне наближення загрози початку Третьої світової війни. На поточний момент імовірність такої розв'язки подій у найближчі 20-25 років згідно з думкою експертів[кого?] становить приблизно 30-35 %.
Воєнні теоретики[хто?] вважають, що у Третій світовій війні будуть присутні швидкоплинні наземні дії, оскільки вся міць агресора буде функціонально спрямована на безумовне ураження об'єктів економіки противника. Агресор, що воює за законами війни 6-го покоління, може і не вступати в безпосереднє зіткнення з супротивником — високоточні ракети будуть запускатися із зон, недосяжних для засобів ППО. Перестане діяти старий принцип: «територія завойована тільки тоді, коли на неї вступила нога солдата». Яскравий приклад: війна в Перській затоці, коли 300 крилатих ракет поставили армію Іраку на коліна, попри те, що Коаліція поступалася Іраку по живій силі в співвідношенні 1:4, артилерії 1:2[джерело?].

## Причини Третьої світової війни
Причини, за якими може розпочатися Третя світова війна, різноманітні:
1. Цілеспрямований початок військових дій (заздалегідь обдуманий і підготовлений план війни між країнами ядерного клубу або, безпосередньо, проти держав, що розвиваються):
- з причини переділу політичної, економічної сфер впливу;
- з причини браку ресурсів;
- через завоювання територій «агресора» і усунень військового суперництва потенційного противника;
- атаки будь-якої країни ядерного клубу державами «третього світу» і наступна за цим ланцюгова реакція ядерних запусків;
- застосування зброї якою-небудь державою ядерного клубу проти країни, що не входить до нього, через загрозу національної безпеки (наприклад, епідемії), і удар у відповідь іншим членом ядерного клубу «на захист слабкого».

2. Випадковий початок військових дій у результаті:
- технічної несправності об'єктів з ядерною зброєю або помилки персоналу;
- захоплення пульта управління терористичними групами на території держав, що входять до ядерного клубу;
- автоматичного запуску ракет з ядерними боєголовками через зовнішні фактори — (НЛО, природний катаклізм, позаземна аномалія на кшталт сонячного спалаху).

Основні причини ТСВ — боротьба за ресурси і переділ в економічній сфері. У наш час найімовірнішими місцями, де зав'яжеться Третя світова війна, є Близький Схід і території, багаті природними ресурсами.

## Дата початку Третьої світової війни
З приводу часу, коли може розпочатися Третя світова війна, експерти запевняють, що якщо вона і станеться, то в проміжку 2020—2050 років. Друга половина двадцять першого століття рідко згадується в футурологічних прогнозах, ймовірно, тому, що з настанням цієї дати людство або прозріє і почне будувати справді світле майбутнє, або встигне загинути від масштабної екологічної кризи і тягаря глобальних проблем.
На думку багатьох фахівців, деякі країни, що не володіють ядерною зброєю, здатні створити її протягом короткого часу після прийняття політичного рішення. Це Німеччина, Японія, Канада, Швейцарія, Нідерланди, Бельгія, Україна, Австралія та Швеція. Раніше в наявності військових ядерних програм підозрювалися Бразилія, Лівія, Аргентина, Єгипет, Алжир, Саудівська Аравія, Північна Корея, Тайвань, Швеція, Румунія (часів Чаушеску), з початку XXI століття — Ізраїль, Іран, Сирія і М'янма. Можливість стати членами Ядерного клубу мають перераховані вище і ще кілька десятків держав, що мають дослідницькі ядерні реактори. Дана можливість стримується аж до санкцій і погроз санкціями з боку ООН і великих держав, міжнародними режимами нерозповсюдження ядерної зброї та заборони ядерних випробувань.
30 червня 2022 року, міністр оборони України Олексій Резніков, у коментарі британському телевізійному каналу новин Sky News заявив, що Третя світова війна розпочалася 24 лютого цього року. Він також наголосив, що «24 лютого 2022 року РФ по суті розв'язала Третю світову війну і, якщо Україна програє, країна-агресор нападе на інші країни».

## Фактори впливу
Згідно з останніми новинами та заявами експертів, політиків, на початок Третьої світової війни впливають такі фактори:
- Наростаюча геополітична напруженість між США та Китаєм. Обидві країни змагаються за глобальне лідерство в різних сферах, включаючи економіку, технології та військову міць. Ця конкуренція призвела до зростання напруженості між двома країнами, що може призвести до прямого конфлікту.
- Російська агресія в Україні. Росія вторглася в Україну в лютому 2022 року, що призвело до початку повномасштабної війни. Ця війна викликала занепокоєння у всьому світі, оскільки вона може призвести до поширення конфлікту на інші країни.
- Нестабільність на Близькому Сході та в Африці. У цих регіонах існує низка конфліктів, які можуть призвести до поширення насильства та дестабілізації. Ця нестабільність може створити умови для ескалації конфлікту між великими державами.
- Зростаюча загроза ядерної війни. Росія та США є найбільшими ядерними державами у світі. Обидві країни мають величезні запаси ядерної зброї, і будь-яке зіткнення між ними може призвести до ядерної війни.

Ці фактори створюють атмосферу напруженості та небезпеки у світі. Хоча поки що не існує прямої загрози Третьої світової війни, ці фактори можуть призвести до ескалації конфлікту між великими державами.
Колишній директор ЦРУ Джеймс Клеппінгер заявив, що ймовірність Третьої світової війни є найвищою з часів Холодної війни, під час виступу на конференції в Нью-Йорку 20 липня 2023 року.
Клеппінгер сказав, що вторгнення Росії в Україну, зростаюча напруженість між США та Китаєм і поширення ядерної зброї є факторами, які підвищують ризик глобальної війни.
«Ми перебуваємо в найнебезпечнішому періоді з часів Холодної війни», — сказав Клеппінгер. «Ми повинні бути готові до того, що може статися найгірше».
Клеппінгер також закликав США та їхніх союзників до більшої єдності у відповідь на зростаючі загрози.
«Ми повинні показати світу, що ми не будемо терпіти агресії», — сказав він. «Ми повинні бути готові захищати наші цінності та інтереси».
У 2022 році генеральний секретар НАТО Єнс Столтенберг заявив, що НАТО «стикається з найсерйознішою безпековою ситуацією з часів закінчення Холодної війни».
Столтенберг заявив, що вторгнення Росії в Україну є «серйозною загрозою безпеці Європи та НАТО». Він сказав, що НАТО вживе заходів для зміцнення своєї обороноздатності та стримування Росії.

### Наслідки Третьої світової війни
На відміну від попередніх світових воєн потенційні сценарії Третьої світової війни з застосуванням ядерної зброї в 1970-1980-ті роки передбачали швидкий розвиток подій. Час польоту МБР «Мінітмен», що запускаються з території США по цілях на території СРСР, становило близько 40 хвилин. Приблизно аналогічний час знадобився б ракетам Р-36М, які переважно стояли на бойовому чергуванні в СРСР, щоб досягти міст США. З огляду на це перший і удар у відповідь, в силах якого було б стерти з лиця Землі найбільші міста і військові бази противника, могли відбутися протягом десятків хвилин.
У разі застосування ядерної зброї в Третій світовій війні може бути знищена велика частина людства. За даними експертів комісії ООН, до кінця 1980 року сумарний запас ядерної зброї на землі становив близько 13 000 мегатонн. За оцінками міжнародного журналу Королівської шведської Академії наук, скидання на основні міста північної півкулі 5000 зарядів сумарною потужністю 2000 мегатонн, може призвести до одноразової загибелі 750 млн чоловік тільки від одного з вражаючих факторів — ударної хвилі. Таким чином, за оцінками Андрія Сахарова, в 1980-ті роки ядерного арсеналу людства було досить для його повного знищення.
Наслідки ядерної війни теоретично можуть призвести до катастрофічних змін клімату та екологічних умов планети. Ця думка багато в чому визначила ядерну зброю як зброю стратегічного стримування противників від початку ядерного конфлікту.

## Третя світова війна в популярній культурі
Згадки у культурі та мистецтві
- Апофеоз доктрини взаємного гарантованого знищення вперше був сформульований Германом Каном — Машина судного дня.
- Альфред Нобель вважав, що чим могутніше зброя в руках супротивника, тим менше ймовірність виникнення воєн.
- У Адріано Челентано є пісня, присвячена Третій світовій війні (альбом Il re degli ignoranti, 1991).
- У спід-метал-групи Exciter є пісня World War III. У групи Jonas є пісня «World War 3».
- Одним з хітів кросовер-треш-гурту Carnivore є сатирична пісня «World Wars III & IV», де змальований апокаліптичний сценарій майбутнього, зокрема згадується і П'ята світова.

### Кінематограф
Фільми, головним сюжетом яких є Третя світова війна:
- «Доктор Стрейнджлав, або Як я перестав хвилюватись і полюбив бомбу» — чорна комедія Стенлі Кубрика 1964 року, сатира на тему ядерної загрози.
- «Листоноша» — екранізація однойменного постапокаліптичного роману Девіда Бріна 1997 року. Фільм оповідає про пригоди кочового актора на північному заході США після ядерної війни.
- «На останньому березі» — двосерійний постапокаліптичний телевізійний фільм 2000 року, випущений разом Австралією і США. Фільм оповідає про події, що розгорнулися в недалекому майбутньому після ядерної війни.
- «Еквілібріум» — американський фільм-антиутопія режисера Курта Віммера 2002 року. Світ після Третьої світової війни.
- «Після Апокаліпсису» — американський постапокаліптичний чорно-білий фільм 2004 р. про п'ятьох вцілілих після Третьої світової війни.

### Відеоігри
Третя світова війна стала також темою ряду популярних відеоігор, що відображає тенденцію підвищення суспільної свідомості про можливості майбутньої глобальної війни. Такі ігри як Tom Clancy's EndWar, Battlefield: Bad Company 2 і Frontlines: Fuel of War відображають сценарії про Третю світову війну, де обумовлена потреба в ресурсах з боку різних комбатантів. Call Of Duty: Modern Warfare 2 також показує глобальну війну між Сполученими Штатами і Росією. Сюжет інших ігор такі як World in Conflict, і Turning Point: Fall of Liberty відбувається в альтернативній історії, де глобальна війна є реальністю, причому перші війни були між Сполученими Штатами і Радянським Союзом, а остання — між Організацією Об'єднаних націй і набагато сильнішою нацистською Німеччиною, яка виграла дві світові війни. Серія Fallout зображує наслідки ядерної катастрофи в майбутньому після війни між Китаєм і США в кінці XXI століття.

## Пророцтва та припущення
Початок ТСВ призначали різні «ясновидці» на:
- 1962;
- листопад 1965;
- 1976;
- 1977;
- 1983;
- 1991;
- 1994;
- 1996;
- 1997;
- осінь-зима 1997;
- кінець 1997 (Неро);
- кінець 1998–2010;
- 1999;
- липень 1999 (П. Рабан);
- липень-серпень 1999;
- 2000;
- 26 вересня 2000 (варіант з початком війни в РФ);
- 2002;
- середина 2002 (Д. і Н. Зима);
- 2 червня 2002 (Н.Глазкова-1998);
- 20 червня 2002 — січень 2003 (Н.Глазкова-1999),
- 1 червня 2002 (одне з трактувань М. Нострадамуса);
- початок століття і до 2030 (С. Полас);
- 2005;
- 2006 (Е. Ріпс);
- 2013–2015;
- після 2017 (М. Назарова);
- 2021 (Г. Поклад);
- 2022[6];
- 2033;
- 2035 тощо.